# Grote Merwedesluis Gorinchem
De Grote Merwedesluis Gorinchem is een schutsluis tussen het Merwedekanaal en de Merwede, te Gorinchem in de Nederlandse provincie Zuid-Holland. De vaarweg is CEMT-klasse IV.
De sluis heeft een schutkolk van 120 m lengte, wijdte 12 m, kolkbreedte 24 m, diepte buitendrempel NAP -3,20 m, diepte binnendrempel KP -4 m. Over het binnenhoofd ligt de Korte brug, een ophaalbrug, hoogte in gesloten stand KP +1,90 m. en de Hoge brug over het buitenhoofd. Dit is een basculebrug die wordt bewogen door middel van twee dubbelwerkende hydraulische cilinders in de brugkelder in het buitenhoofd. Hoogte in gesloten stand NAP +4,50 m.
De sluis kan via de marifoon worden aangeroepen op VHF-kanaal 18. Er wordt geen brug- of sluisgeld geheven.
In het bedieningshuis van de sluis is ook de Centrale post van de bediening van een deel van de bruggen in het Merwedekanaal gevestigd, tot de spoorbrug in Arkel. Richting Vianen neemt de Bedieningscentrale Vianen, gevestigd op de Grote sluis Vianen de bediening over.

## Foto's

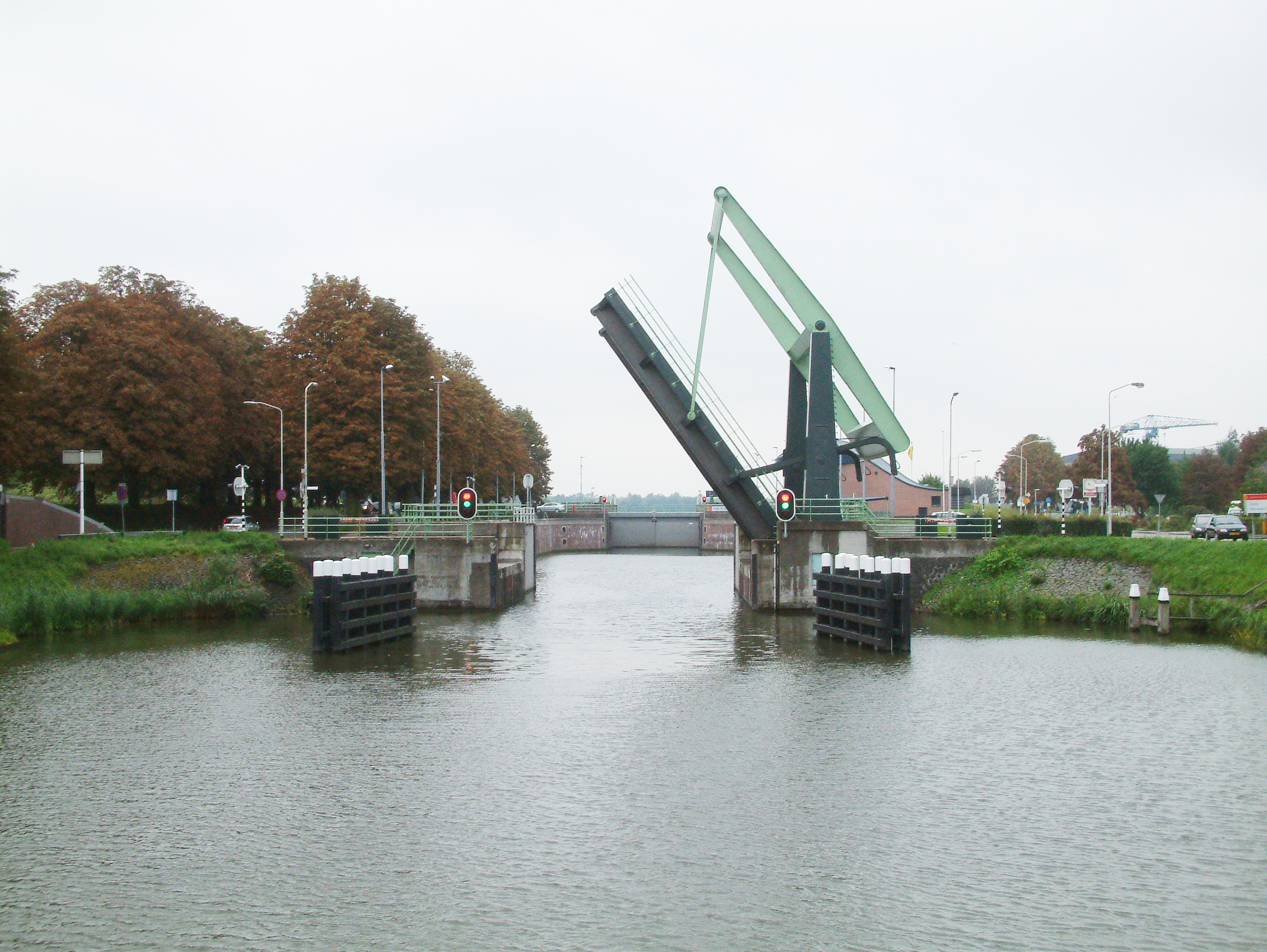
Invaren binnenkant
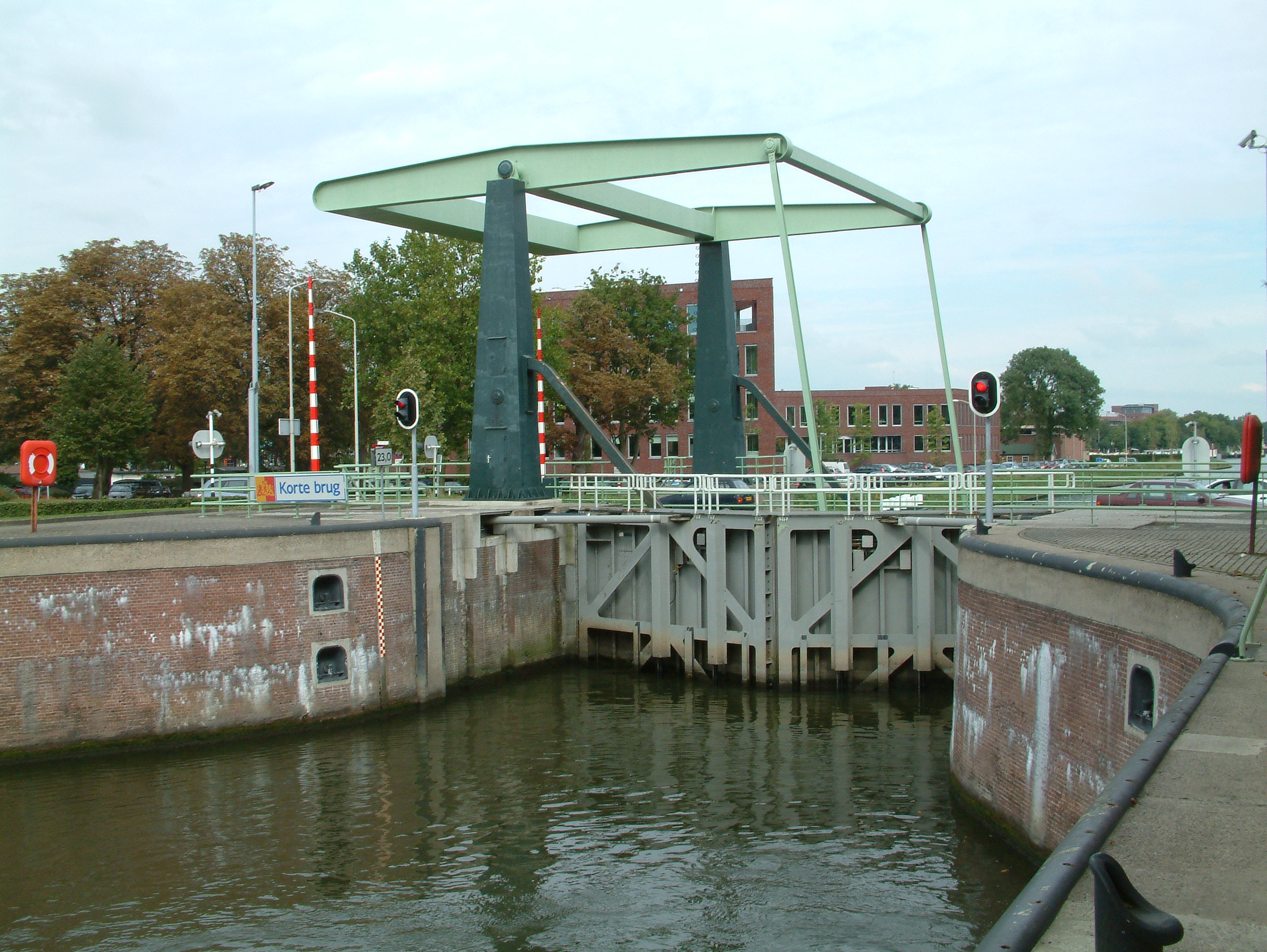
Korte brug binnenkant
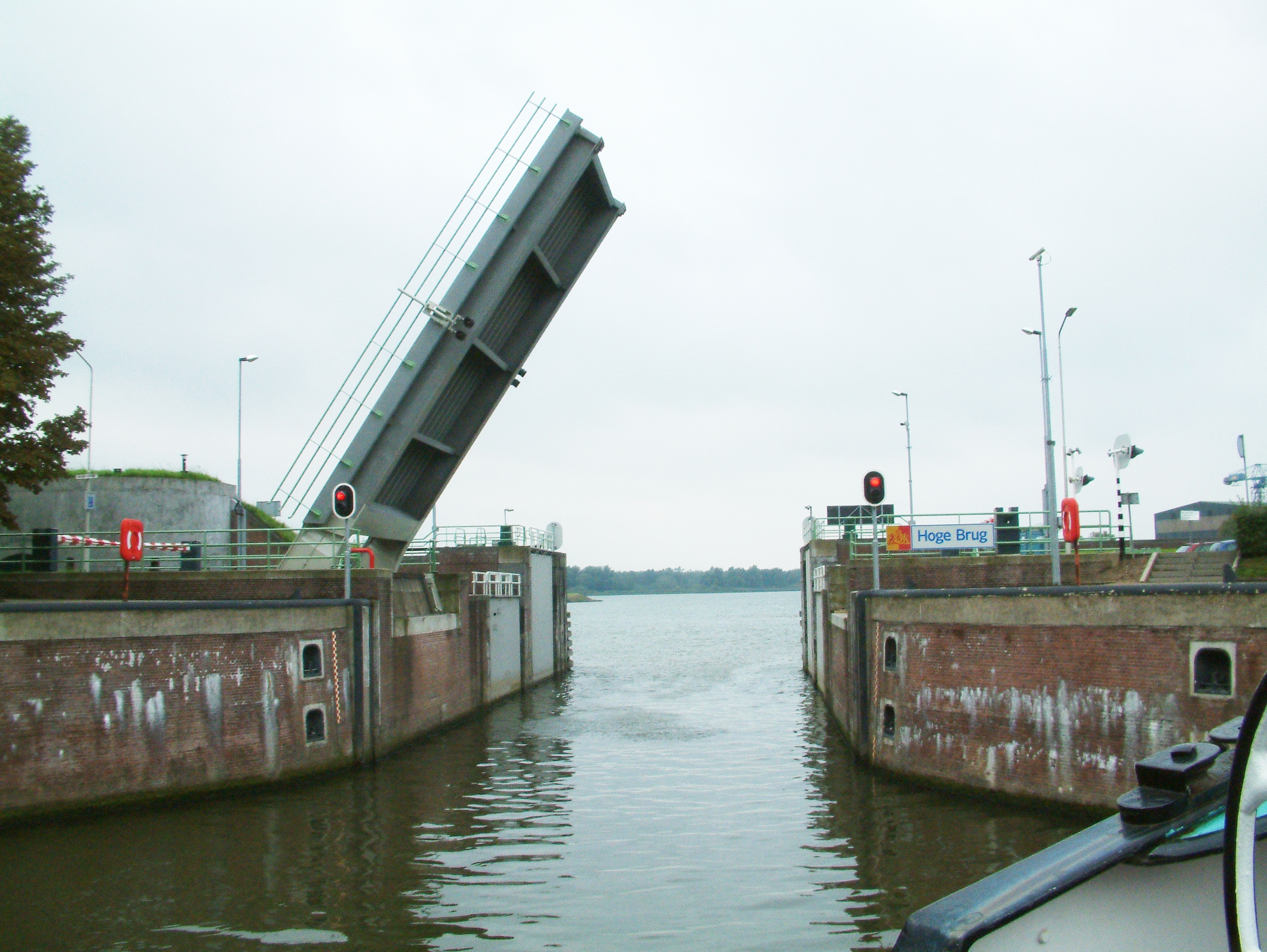
Hoge brug buitenkant
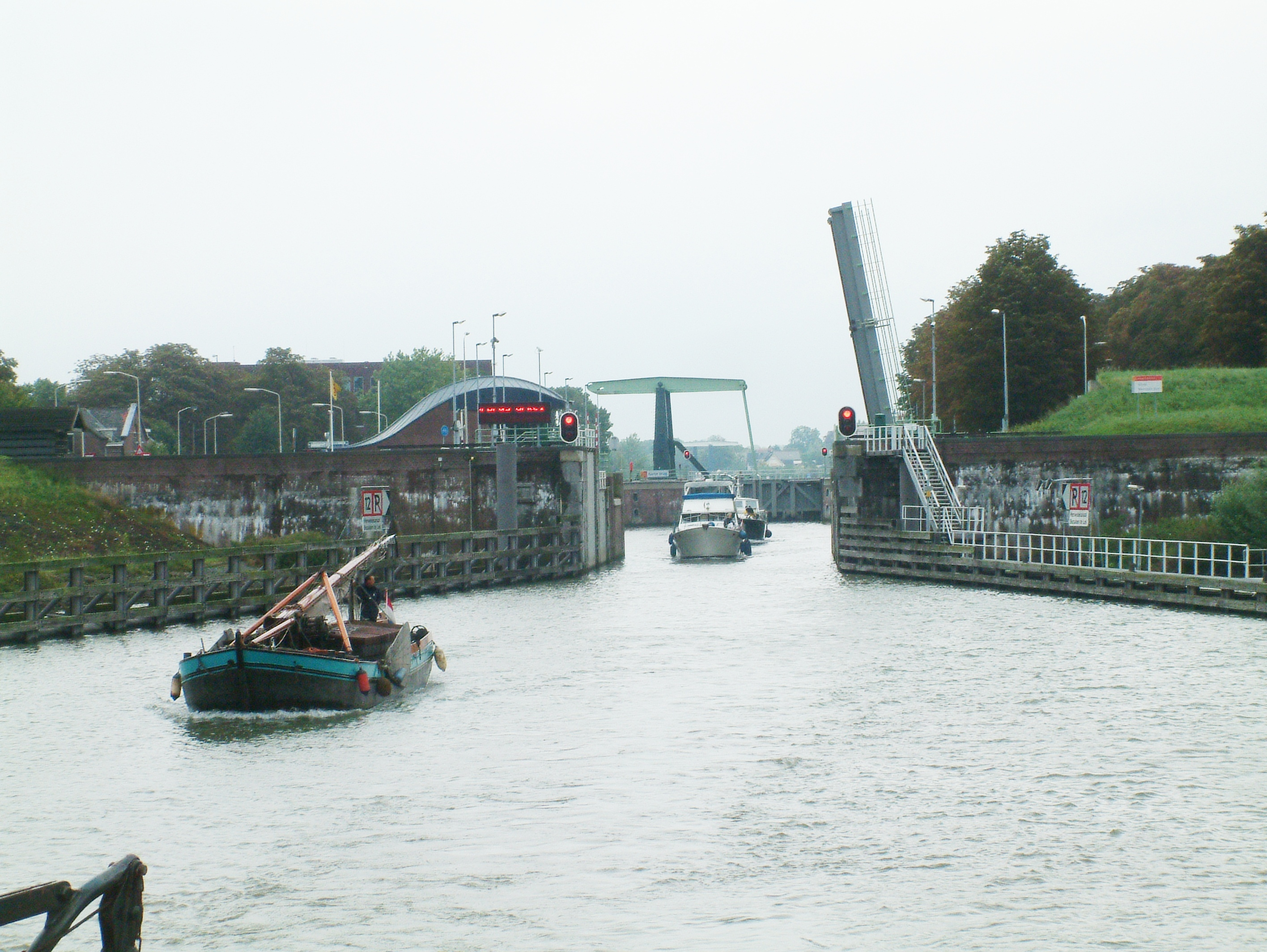
Uitvaren buitenkant
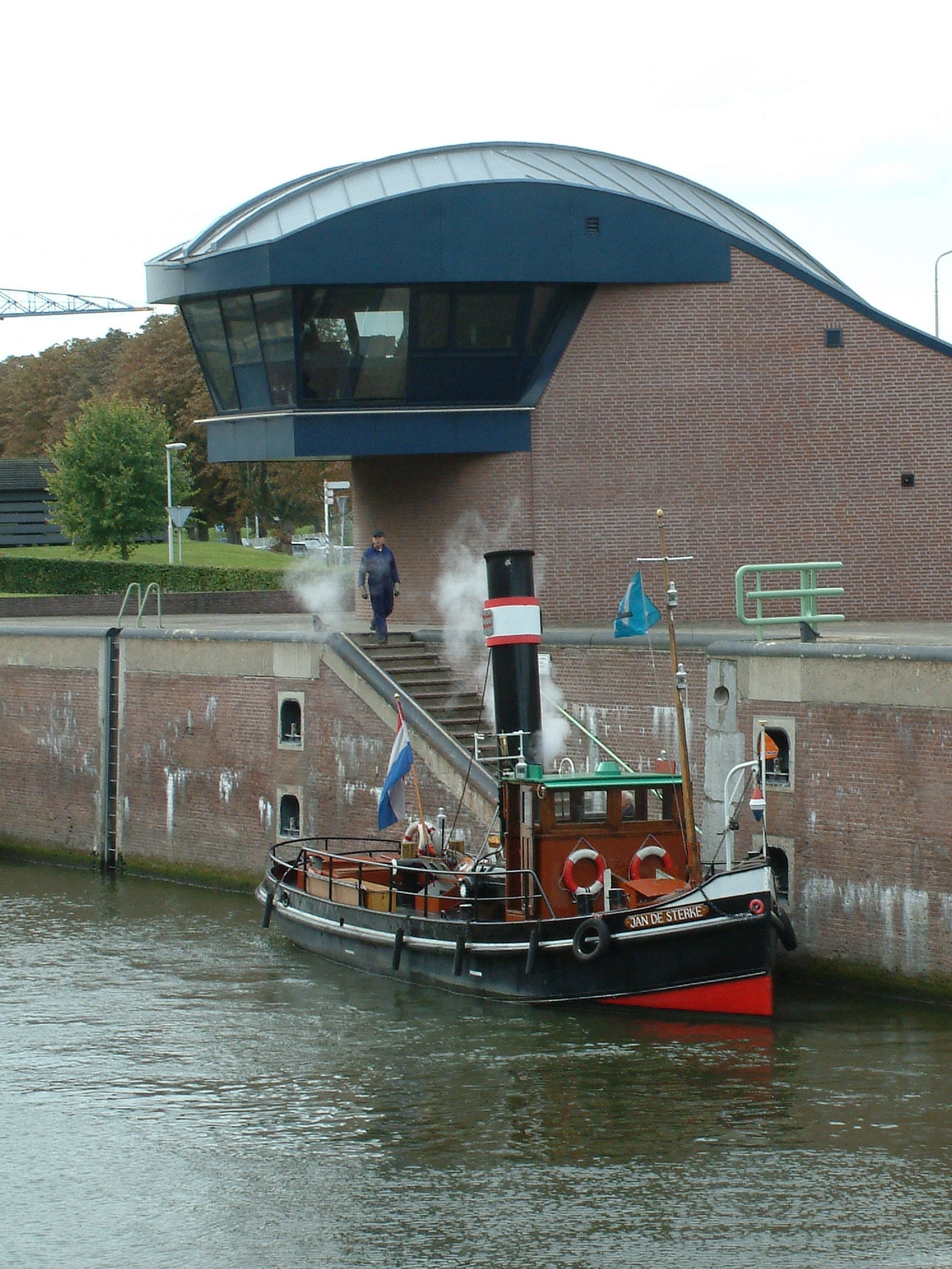
Bedieningshuis met sleepboot Jan de Sterke uit Gorinchem voor de deur
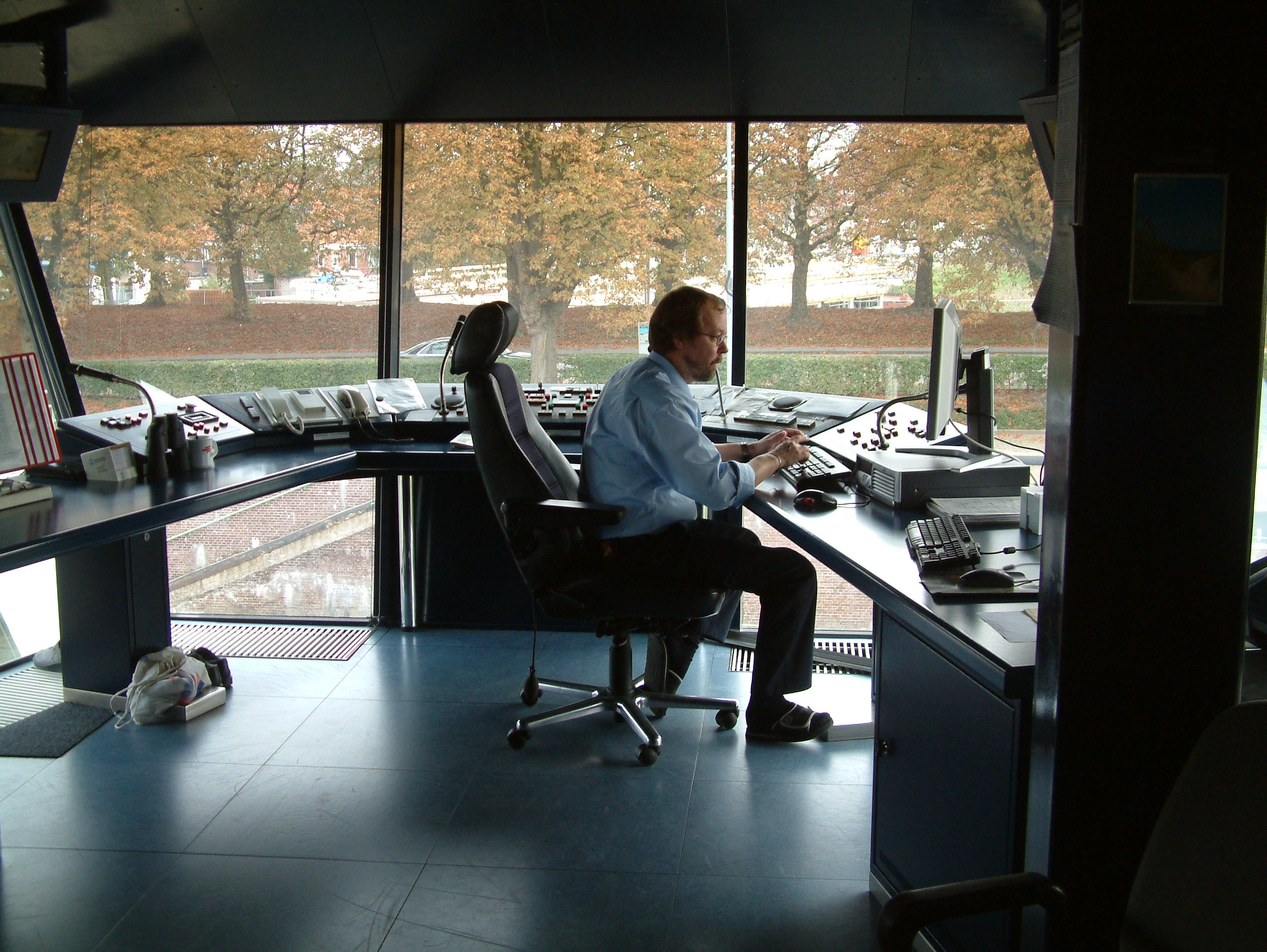
Bediening sluis
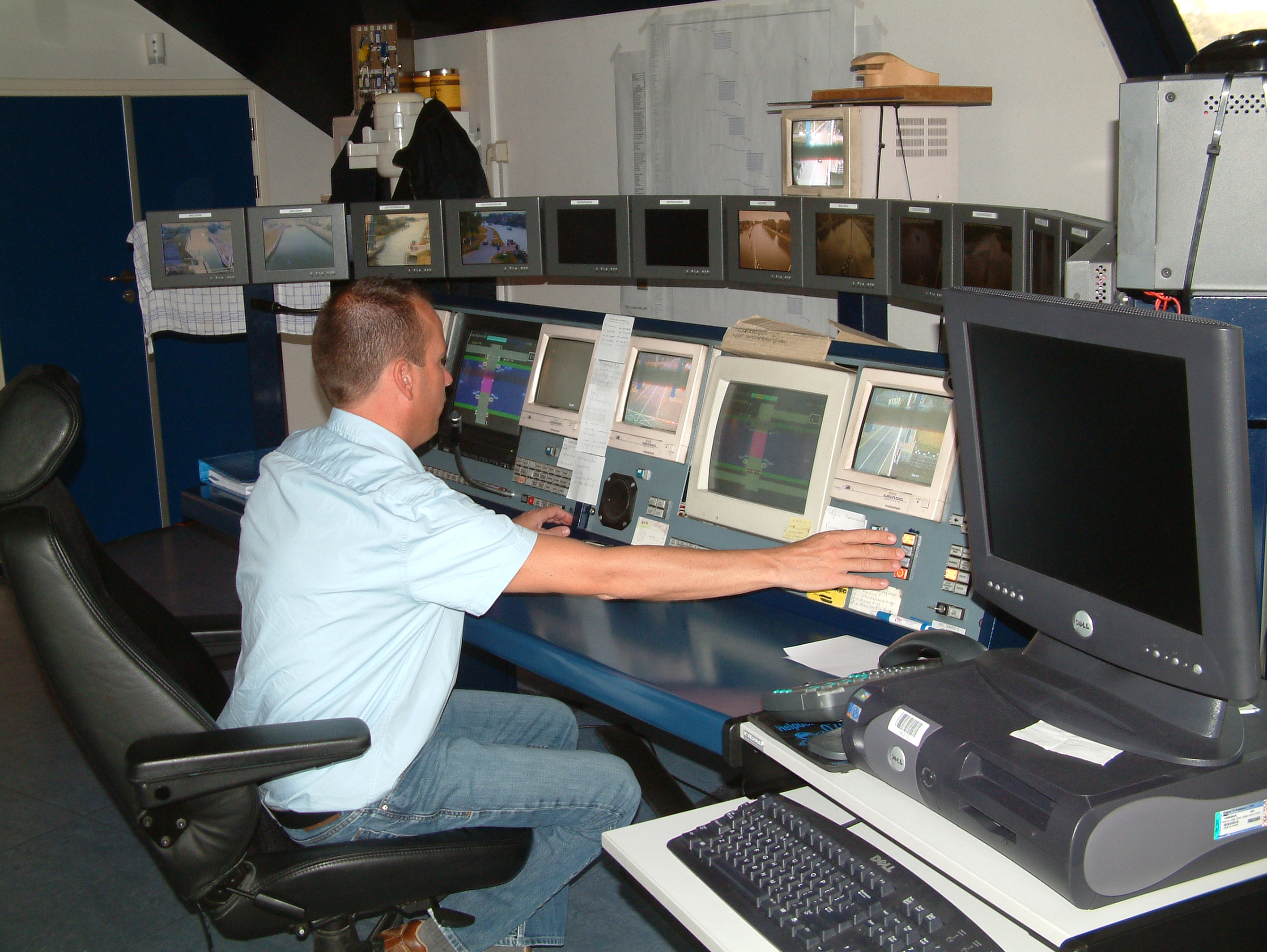
Centrale post van het Merwedekanaal